# Franz Xaver Trips
Franz Xaver Trips (Franciscus Xaverius Trips; * 30. März 1630 in Köln:44; † 10. September 1696 in Honnef) war ein deutscher Pfarrer, Bibliothekar und Historiker, der durch seine neulateinischen dichterischen Werke bekannt wurde.

## Leben
Trips besuchte von 1639 bis 1644 das Gymnasium Tricoronatum (heutiges Dreikönigsgymnasium) in seiner Geburtsstadt Köln.:44 Ab 1645 war er an der Universitas Studii Coloniensis eingeschrieben. Ab dem 22. April 1648 absolvierte er ein Noviziat beim Jesuitenorden in Köln.:44 1658 erfolgte in Hildesheim seine Weihe zum Diakon und die Priesterweihe. 1660 verließ er den Jesuitenorden auf eigenen Wunsch. Später wurde Trips Pfarrer im Erzbistum Köln. Sein erstes Pfarramt trat er am 8. Dezember 1667 in Nachfolge seines Onkels an St. Viktor in Xanten an. Von dort wurde Trips 1670 auf Wunsch des Amtmanns im Amt Löwenburg von Franckenberg und des dortigen Richters Michael Heister:222 als Pfarrer nach Honnef berufen:106 – dort kam er erstmals am 25. Juni an und kehrte dorthin aus Xanten endgültig am 4. August zurück.:222 Bei dem Einmarsch französischer Truppen im Holländischen Krieg unter Führung von Marschall Turenne in Honnef 1673 soll es auf Trips’ Verhandlungsgeschick zurückzuführen sein, dass der Ort vor Raub und Brandstiftung geschützt wurde.:46 1682 berief ihn der Kölner Erzbischof und Kurfürst Maximilian Heinrich von Bayern zum Bibliothekar und Hofkaplan an die kurkölnische Residenz Bonn. Die Verwaltung der Honnefer Pfarre übertrug er einem Kaplan.:223 Am Bonner Hof war Trips bis zum Tod des Kurfürsten 1688 tätig. Anschließend kehrte er nach Honnef zurück und blieb bis zu seinem Lebensende Pfarrer. Bei der Einnahme Honnefs durch französische Truppen im Jahre 1689 wurde Trips misshandelt und beraubt, zudem verbrannte ein großer Teil seiner Schriften, darunter nach eigenen Angaben mehr als 2000 Predigten.:47 Vier Monate vor seinem Tod wurde er am 23. April oder 23. Mai:51 1696 zum Dechanten von Siegburg gewählt.:225 Trips kann als bis dahin bedeutendster und bekanntester unter den Honnefer Pfarrern gelten.:222

„[W]eder Irrtümer noch verkehrte Ansichten des Pastors Trips können im geringsten den Ruhm und die Verdienste dieses Mannes schmälern, der so selbstlos für die Gemeinde und die seiner Obhut anvertraute Kirche gewirkt hat.“

Trips war Autor eines umfangreichen poetischen Werks in lateinischer sowie einiger Gedichte in deutscher Sprache und trug den vom Kaiser verliehenen Ehrentitel Poeta Laureatus.:26 f. Er betätigte sich zudem als – auch politischer – Kommentator der zeitgenössischen Geschichte des Rheinlands und Europas. Eine seiner als antifranzösisch aufgefassten Schriften veranlasste den kurfürstlichen Hof, deren Veröffentlichung zu verweigern; nachdem er für entsprechende Verse gerügt wurde, veröffentlichte er anonym. Trips wirkte auch als Chronist der Kölner und Honnefer Ortsgeschichte; unter anderem schrieb er seine Erlebnisse und das allgemeine Geschehen bei der Plünderung Honnefs durch französische Truppen (1689) nieder.:224 1978 gab der Theologe Ernst Nellessen (1928–1982) erstmals die im Pfarrarchiv in Bad Honnef verwahrten Aufzeichnungen Trips’ zur Ortsgeschichte im lateinischen Wortlaut und in deutscher Übersetzung heraus.
Nach Trips ist ein Platz (Franz-Xaver-Trips-Platz) in der Fußgängerzone des Bad Honnefer Stadtzentrums benannt.

## Schriften (Auswahl)
- Die Franzosen in Honnef. 1689. (zugleich August Haag (Hrsg.): Beiträge und Quellen zur Geschichte und Volkskunde des Rheinlandes. Nr. 1, Siebengebirgsbuchhandlung, Honnef a. Rh. 1927)
- Quinquennalis seditio atque rebellis Ubiorum status. 1704.
- Honnef vor 1700: Aufzeichnungen zur Ortsgeschichte. Herausgegeben und übersetzt von Ernst Nellessen. Selbstverlag, Bad Honnef 1978.